# Fazila Jeewa-Daureeawoo
Fazila Jeewa-Daureeawoo est une femme politique mauricienne. Elle est depuis le 12 novembre 2019 ministre de l’Intégration sociale, de la sécurité sociale et de la solidarité nationale. En 2017, elle est la première femme à occuper le poste de vice-Première ministre.
En octobre 2019, elle lance la première campagne nationale contre les violences domestiques.

## Carrière politique
- 2005 : Candidate à la présidentielle[4].
- 2005 - 2010 : Élue à l'Assemblée nationale mauricienne 2005 – 2010.
- 2014 : Candidate à la présidentielle.
- 2014 - 2017 : Ministre de la Sécurité sociale, de la Solidarité nationale et de la Réforme des Institutions.
- Janvier à novembre 2017 : Ministre de l’Égalité des Genres, Développement des enfants et Bien-Être des familles.
- Juillet 2018 : Vice-Premier Ministre et Ministre du Gouvernement Local et des Iles et récupère ses portefeuilles de Ministre de l'Égalité des Genres, Développement des enfants et Bien-Être des familles.
- Novembre 2019 : Ministre de l’Intégration sociale, de la sécurité sociale et de la solidarité nationale.

- Observatrice parlementaire des Élections générales en Zambie en 2007 et aux Seychelles in 2015.